# Марзела (Казерта)
Марзела је насеље у Италији у округу Казерта, региону Кампанија.
Према процени из 2011. у насељу је живело 322 становника. Насеље се налази на надморској висини од 60 м.